# Sohrab Bakhtiarizadeh
Sohrab Bakhtiarizadeh (in persiano سهراب بختيارى‌زاده‎; Nurabad, 11 settembre 1974) è un ex calciatore iraniano, di ruolo difensore.

## Palmarès

### Giocatore

#### Competizioni nazionali
- Coppa d'Iran: 2

Persepolis: 1999-2000, 2001-2002